# سوق الدرويشية
سوق الدرويشية، هو أحد أسواق مدينة دمشق عاصمة سوريا، يقع في جادة الدرويشية قبالة محلة الحريقة من جهة الغرب، تعود تسمية السوق بالدرويشية إلى العهد العثماني نسبة إلى جامع درويش باشا المشيد سنة 982هـ / 1574م.